# Актобенска област
Актобенска област (на казахски: Ақтөбе облысы; на руски: Актюбинская область) е една от 14-те области на Казахстан. Площ 300 629 km² (2-ро място по големина в Казахстан, 11,03% от нейната площ). Население на 1 януари 2019 г. 869 637 души (6-о място по население в Казахстан, 4,72% от нейното население). Административен център град Актобе. Разстояние от Астана до Актобе 962 km.

## Историческа справка
През 1869 е основано укреплението Ак-Тюбе, което през 1880-те години е преобразувано в град Актюбинск (след признаване суверенитета на Казахстан – Актобе). През 1900 г. селището Темир е утвърдено за град и вторично през 1928 г. Същата година за град е признато и селището Челкар (Шалкар). Останалите 5 града в областта са признати за такива в периода от 1961 до 1967 г. Актобенска област е образувана на 10 март 1932 г. под името Актюбинска област, а на 29 юли 1936 г. от 11 нейни източни райони е образувана Кустанайска област.

## Географска характеристика
Актобенска област се намира в западната част на Казахстан. На север граничи с Оренбургска област на Русия, на юг – с Република Каракалпакстан на Узбекистан, на изток – с Костанайска и Карагандинска област, на югоизток – с Къзълординска област, на югозапад – с Мангистауска област и на запад – с Атърауска и Западноказахстанска област. На юг има малък излаз на пресъхващото Аралско море. В тези си граници заема площ от 300 629 km² (2-ро място по големина в Казахстан, 11,03% от нейната площ). Дължина от запад на изток 800 km, ширина от север на юг 650 km.
Актобенска област е разположена между Прикаспийската низина на запад, платото Устюрт на юг, Туранската низина на югоизток и южните разклонения на Урал на север. Преобладаващата част от територията на областта е равнинна (височина 100 – 200 m), силно разчленена от долините на реките. В средната част се простира ниската планина Мугоджари с връх Болшой Боктъбай 657 m (48°28′10″ с. ш. 58°29′18″ и. д. / 48.469444° с. ш. 58.488333° и. д.), най-високата точка на областта. Западната част на областта е заета от Подуралското плато, преминаващо на югозапад в Прикаспийската низина. Югоизточната част е заета от големи пясъчни масиви – Приаралски Каракум, Големи и Малки Барсуки, а на североизток навлизат западните части на Тургайското плато, силно набраздено от дълбоки оврази и суходолия.
Климатът е рязко континентален, засушлив, с горещо и сухо лято и студена зима. През лятото често явление са суховеите и праховите бури, а през зимата – виелиците. Средна юлска температура от 22,5 °C на северозапад до 25 °C на югоизток, средна януарска температура съответно -16 °C и -15,5 °C. Годишната сума на валежите варира от около 300 mm на северозапад до 125 – 200 mm на юг. Продължителността на вегетационния период (минимална денонощна температура 5 °C) е от 175 денонощия на северозапад до 190 денонощия на югоизток.
Цялата територия на Актобенска област принадлежи към вътрешни безотточни басейни: Каспийско море, Аралско море и по-малки безотточни езера. Най-големите реки в областта са: Емба, левите притоци на Урал – Ор, Илек и др. и реки, завършващи във временни или постоянни безотточни езера, или губещи се пустинните пясъци – Иргиз, Уил, Тургай, Сагъз и др. Повечето от реките са маловодни, през лятото напълно пресъхват или остават отделни изолирани участъци с вода. Има над 150 предимно малки солени езера, като много от тях през лятото пресъхват и се превръщат в солончаци (Шалкартениз и др.) Маловодните реки и солените езера не са пригодни за стопански цели и във връзка с това широко се използват пресните подземни води.
Северозападната част на областта е заета от коилови и пелиново-тревисти степи, развити върху черноземни и тъмнокестеняви почви с петна от солонци. По долините на реките расте ливадна растителност и малки горички от топола, осика, бреза и други храсти. Средната и североизточна част са заети от тревисто-пелинови сухи степи, развити върху светлокестеняви и сиви слабосолонцови почви. На юг са разположени пелиново-солянкови полупустини и пустини върху кафяви солонцови почви и големи пясъчни масиви и солончаци. Има множество гризачи (степна пъструшка, лалугер, пустинна мишка и др.), хищници (вълк, корсак и др.) и са се съхранили антилопи сайга и джейран.

## Население
На 1 януари 2019 г. населението на Актобенска област област е наброявало 869 637 души (4,72% от населението на Казахстан). Гъстота 2,89 души/km². Етнически състав: казахи 82,84%, руснаци 11,34%, украинци 2,40%, татари 1,06% и др.

## Административно-териториално деление
В административно-териториално отношение Актобенска област се дели на 12 административни района, 8 града, в т.ч. 1 град с областно подчинение и 7 града с районно подчинение, 3 селища от градски тип и 2 градски района в град Актобе.
| Административна единица    | Площ (km²) | Население (2019 г.) | Административен център | Население (2019 г.) | Разстояние до Актобе (в km) | Други градове и сгт с районно подчинение |
| -------------------------- | ---------- | ------------------- | ---------------------- | ------------------- | --------------------------- | ---------------------------------------- |
| Град с областно подчинение |            |                     |                        |                     |                             |                                          |
| 1. Актобе                  | 297        | 493 804             | гр. Актобе             | 493 804             | -                           |                                          |
| Административен район      |            |                     |                        |                     |                             |                                          |
| 1.Алгински район           | 7507       | 40 783              | гр. Алга               | 20 562              | 45                          |                                          |
| 2.Айтекебийски район       | 36 800     | 24 895              | с. Комсомолское        | 6474                | 280                         |                                          |
| 3.Байганински район        | 51 000     | 22 809              | с. Карауилкелди        | 8907                | 251                         |                                          |
| 4.Иргизски район           | 41 500     | 14 999              | с. Иргиз               | 5873                | 454                         |                                          |
| 5.Каргалински район        | 5000       | 17 107              | сгт Бадамша            | 5580                | 110                         |                                          |
| 6.Мартукски район          | 6600       | 29 980              | с. Мартук              | 10 076              | 75                          |                                          |
| 7.Мугалжарски район        | 29 530     | 67 416              | гр. Кандигаш           | 35 392              | 85                          | гр. Емба, гр. Жем                        |
| 8.Темирски район           | 12 600     | 37 740              | сгт Шубаркудук         | 13 547              | 179                         | гр. Темир, Шубарши                       |
| 9.Уилски район             | 11 500     | 18 651              | с. Уил                 | 5590                | 260                         |                                          |
| 10.Хобдински район         | 14 000     | 18 623              | аул Кобда              | 5580                | 110                         |                                          |
| 11.Хромтауски район        | 12 900     | 42 951              | гр. Хромтау            | 26 641              | 90                          |                                          |
| 12.Шалкарски район         | 62 200     | 45 996              | гр. Шалкар             | 27 913              | 363                         |                                          |